# 高須陣屋
高須陣屋（たかすじんや）は、岐阜県海津市海津町高須（美濃国石津郡高須）にあった陣屋で、高須藩の藩庁である。

## 概要
慶長5年（1600年）関ヶ原の戦い後、高須城1万石の高木盛兼は西軍に与したため改易となった。代わって東軍方の徳永寿昌が5万石余りで入封し、高須藩が立藩。第2代昌重の代に加増され5万3千石となったが、寛永5年（1628年）改易となり、廃藩となった。
寛永17年（1640年）下総国関宿藩より小笠原貞信が2万2千石で入封した。元禄4年（1691年）越前国勝山藩に転封となり廃城となった。その後天領を経て代官領となった。
信濃国内にて3万石の所領があった尾張藩第2代藩主徳川光友の次男松平義行は所領を交換された。
宗家に嗣子が絶えた時、相続し、尾張藩を支える支藩となった。第3代、第5代、第9代、第10代藩主も宗家を相続している。第13代義勇の時、明治維新を迎えた。
陣屋址は海津明誠高校や公園になっており、土塁、堀跡が残る。

## 遺構
三重県桑名市大字桑名の六華苑が御殿の一部を移築したものと伝わる。